# 库莽雪灵芝
库莽雪灵芝（学名：Arenaria kumaonensis）是石竹科无心菜属的植物。分布在印度库莽以及中国大陆的西藏等地，生长于海拔4,650米的地区，常生长在冰水平台草原，目前尚未由人工引种栽培。
其种加词“kimberleyensis”意为“印度库马盎（Kumaon (कुमाऊं) division）的”。